# Mana (Indien)
Mana (auch Mana Peak) ist ein 7272 m hoher Berg im Himalaya in Uttarakhand, Indien. Er ist der südliche Nachbar des 7756 m hohen Kamet, von dem er durch einen 6540 Meter hohen Sattel getrennt ist.

## Besteigungsgeschichte
Am 11. August 1937 errichteten die britischen Bergsteiger Frank Smythe und Peter Oliver – unterstützt durch Tse Tendrup, Ang Bao, Wangdi und Nurbu Sherpa – ein kleines Lager oberhalb des Banke-Gletschers. Am nächsten Tag brachen Smythe und Oliver zum Gipfel auf. Sie versuchte zunächst den Aufstieg über den Nordwestgrat mussten aber wegen schlechter Bedingungen abbrechen. Anschließend konnten Smythe und Oliver über die Westwand den Südgrat erreichen und über diesen einen zweiten Versuch starten. Peter Oliver musste später wegen des kraftraubenden Stufenschlagens den Aufstieg abbrechen. Frank Smythe vollendete im Anschluss alleine die Erstbesteigung des Mana Peak. Sechs Jahre zuvor gehörte Smythe bereits zu den Erstbesteigern des wenige Kilometer nördlich gelegenen Kamet (7756 m).